# 陽光海灘

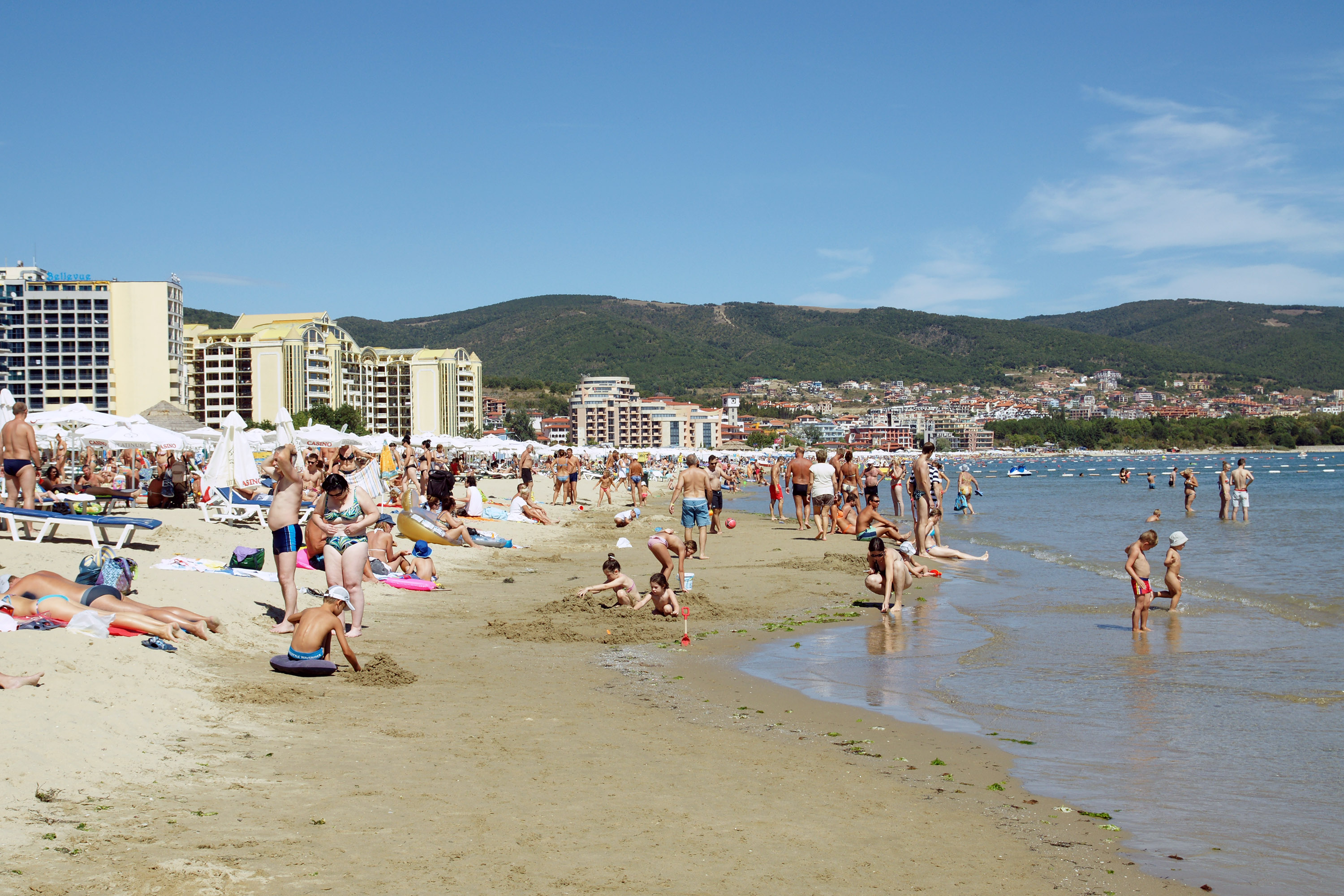
陽光海灘一景

陽光海灘是保加利亞黑海海岸的一個度假地，位於布爾加斯以北約35公里處。陽光海灘雖然常住人口很少，但在夏季吸引大量遊客。在保加利亞共產主義時期，這裡開始建設度假地。